# Barclay Hope
Barclay Hope (n. 25 februarie 1958

) este un actor canadian.

## Viața și cariera
Hope s-a născut în 1958 în Montreal, Quebec, Canada. Este fratele mai mic al actorului William Hope. A terminat Colegiul Lakefield din Ontario. Hope a apărut în serialul TV Psi Factor: Chronicles of the Paranormal (1996–2000) ca Peter Axon. A jucat în filme ca The Wager (1998) regizat de Aaron Woodley (unde a apărut alături de actorii Peter Blais și Valerie Boyle) sau în Paycheck (2003) regizat de John Woo. A mai interpretat rolul colonelului Lionel Pendergast în serialul SF Stargate SG-1 sau pe cel al generalului Mansfield în Eureka.
În 2008, Barclay a apărut în producția Hallmark Channel Charlie & Me ca Dr. Robert Graham precum și în filmul de mister cu temă gay On the Other Hand, Death, unde a avut rolul lui Carl Deems.
Hope este căsătorit cu actrița Lindsay Collins cu care are 3 copii - Sally, Maggie și Charlie.

## Filmografie
- Hangin' In (serial TV) (3 episoade) (1983-1984) .... Scott / Kent / Monty
- The Last Season (1986) .... Tom Powers
- The High Price of Passion (1986) (TV) .... Officer #1
- Friday the 13th: The Series (serial TV) (2 episoade) (1987).... Lloyd
- Night Heat (serial TV) (1 episod) (1987) .... John Tiller
- Rolling Vengeance (1987) .... Steve Tyler
- Rin Tin Tin: K-9 Cop (serial TV) (1 episod) (1988)
- Knightwatch (serial TV) (1 episod) (1989) .... Roy
- The Twilight Zone (serial TV) (1 episod) (1989) .... Gerry Cross
- Ramona (serial TV) (3 episoade) (1988-1989) .... Uncle Hobart
- Alfred Hitchcock Presents (serial TV) (2 episoade) (1988-1989) .... Harvey / Oliver Craig
- The Long Road Home (1989) .... Barry Berger
- Friday the 13th: The Series (serial TV) (1 episod) (1990).... Steve Wells
- War of the Worlds (TV) (1 episod) (1990).... M.P.
- Deadly Nightmares (serial TV) (1 episod) (1990) .... Ken Wilder
- The Hidden Room (serial TV) (1 episod) (1991)
- Counterstrike (serial TV) (1 episod) (1992)
- Top Cops (serial TV) (2 episode) (1991-1992) .... Brian McMullin / Gary Mitrovich
- Forever Knight (1 episod) (1992) ... Roger Jameson
- Secret Service (2 episoade) (1992-1993) ... Mack / Breen
- E.N.G. (2 episoade) (1990–1993) .... Simon Kent / Jim Baldwin / Pisaro
- Gross Misconduct: The Life of Brian Spencer (1993) .... Greg Polis
- Matrix (1 episod) (1993) ... Harry Thacker
- Ready or Not (2 episoade) (1993-1994) ... Coach
- Street Legal (TV) (6 episoade) (1993–1994) .... Mike Hayden
- To Save the Children (1994) .... Tom Little
- The Mighty Jungle (1 episod) (1994) .... Brad
- Spenser: The Judas Goat (1994) .... Flanders
- Kung Fu: The Legend Continues (1 episod) (1995) .... Larry
- Goosebumps (1 episod) (1995) .... . Mr. Hawkins
- Remembrance (1996) .... Dr. Beech
- Dead Silence (1997) .... șerif Gene Stillwell
- The Garbage Picking Field Goal Kicking Philadelphia Phenomenon (1998) .... Mitchell
- The Wager (1998) .... Richard
- Strange Justice (TV) (1999) .... Tom Daniels
- Bed and Breakfast (2000) .... Father, Lizard
- PSI Factor: Chronicles of the Paranormal (TV) (Main Character) (1996–2000) .... Peter Axon
- Cruel Intentions 2 (2000) .... Mr. Felder
- Range of Motion (TV) (2000) .... Jay Berman
- Inside the Osmonds (TV) (2001) .... Jack Regas
- Dangerous Child (TV) (2001) .... Frank
- The Facts of Life Reunion (TV) (2001) .... Robert James
- 'Twas the Night (TV) (2001) .... John Wrigley
- Doc (serial TV) (1 episod) (2002)
- You Belong to Me (TV) (2002) .... Aidan Masters
- Soldier's Girl (TV) (2003) .... Sergeant Howard Paxton
- Lucky 7 (TV) (2003) .... Partner
- Word of Honor (TV) (2003) .... Brad Sadowski
- Battlestar Galactica (TV) (2003) .... Transport Pilot
- Paycheck (2003) .... Suit
- The Death and Life of Nancy Eaton (TV) (2003) .... Jim
- The Truth About Miranda (2004) .... Vince
- The Collector (serial TV) (1 episod) (2004) .... Carter Baines
- Too Cool for Christmas (2004) .... Stan Dearborn
- The L Word (serial TV) (2004–2005) .... Bert Gruber
- Fetching Cody (2005) .... Mr. Wesson
- Best Friends (TV) (2005) .... Kurt
- Stargate SG-1 (serial TV) (2004–2006) .... Colonel Lionel Pendergast (6 episoade)
- Cold Squad (serial TV) (2 episoade) (2005) .... Dr. Evan Moss
- The Stranger Game (TV) (2006) .... Paul Otis
- Trophy Wife (TV) (2006) .... Duke Fairbanks
- The Path to 9/11 (TV) (2006) .... John Miller
- Holiday Wishes (TV) (2006) .... Jack King
- Supernatural (TV) (1 episod) (2007) .... Professor Arthur Cox
- Smallville (TV) (3 episoade) (2003–2007) .... Doctor
- Unthinkable (TV) (2007) .... Dan Bell
- Traveler (TV) (3 episoade) (2007).... Joseph
- Whistler (serial TV) (1 episod) (2007) .... Mr. Griffin
- Eureka (TV) (3 episoade) (2007–2008).... General Mansfield
- Charlie & Me (TV) (2008) .... Dr. Robert Graham
- On the Other Hand, Death (2008) .... Carl Deems
- Toxic Skies (2008) .... CEO Dick Taylor
- The Boy Next Door (TV) (2008) .... Edward
- Storm Seekers (TV) (2009) .... Henry Gersh
- Defying Gravity (serial TV) (1 episod) (2009) .... Candy Exec
- Fringe (serial TV) (1 episod) (2009) .... Andrew Burgess
- Tooth Fairy (2010) .... Coach
- At Risk (TV) (2010) .... Jessie Huber
- Fairly Legal (serial TV) (1 episod) (2011) ... Joe Riley
- Hellcats (serial TV) (2010–2011) .... Savannah's father
- Sanctuary (serial TV) (1 episod) (2011) .... Security force commander
- Final Destination 5 (2011) .... Dr. Leonetti
- Wrath of Grapes: The Don Cherry Story II (TV) (2012)
- The Killing (serial TV) (6 episoade) (2011-2012) .... Michael Ames
- The Listener (serial TV) (1 episod) (2012) ... Thomas Vallance
- The Christmas Consultant (TV) (2012) .... Jack Fletcher
- Emily Owens M.D. (serial TV) (1 episod) (2013) ... Frank
- R.L. Stine's The Haunting Hour (serial TV) (1 episod) (2013) ... Dad
- The Wedding Chapel (2013) .... Larry
- After All These Years (TV) (2013) .... Michael
- Cedar Cove (serial TV) (1 episod) (2013) .... Senator Pete Raymond
- Assault on Wall Street (2013) .... Ian Marwood
- June in January (TV) (2014) .... Charlie Fraser
- Witches of East End (serial TV) (1 episod) (2014) ... William Hutton
- Big Eyes (2014) .... Gannett Lawyer
- Supernatural (serial TV) (1 episod) (2015) .... Russell Wellington
- Once Upon a Time (serial TV) (2 episoade) (2015) .... Lily's Father
- The Age of Adaline (2015) .... Financial Advisor
- iZombie (serial TV) (1 episod) (2015) .... Mr. Sparrow
- UnREAL (serial TV) (1 episod) (2015) .... Asa Goldberg
- One Crazy Cruise (TV) (2015) .... Mr. Bragg
- Wayward Pines (serial TV) (4 episoade) (2015) .... Brad Fisher